# Stiliger pusillus
Stiliger pusillus is een slakkensoort uit de familie van de Limapontiidae. De wetenschappelijke naam van de soort is voor het eerst geldig gepubliceerd in 1959 door Baba.